# Ola Enstad
Ola Enstad (10 de noviembre de 1942 - 2 de agosto de 2013) fue un escultor noruego.

## Vida y obra
Nació en Lesjaskog. Entre sus obras destacan Stegosaurus de 1979 (posteriormente destruido), 4 vogger de 1989, que se encuentra en el Museo de Arte Contemporáneo de Noruega y Neve og rose de 1991 en Lilletorget, Oslo.